# استیو کاگن
استیون لزلی کاگن (زاده ۱۲ دسامبر ۱۹۴۹) یک سیاستمدار و پزشک آمریکایی است که از سال ۲۰۰۷ تا ۲۰۱۱ نماینده ایالات متحده برای حوزه انتخابیه هشتم ویسکانسین  بود. او یکی از اعضای حزب دمکرات است. او در تلاش برای انتخاب مجدد در سال ۲۰۱۰ توسط رید ریبل شکست خورد که در ۳ ژانویه ۲۰۱۱ جانشین او شد. این ناحیه در قسمت شمال شرقی ایالت واقع شده است و شامل گرین بی و اپلتون است. کاگن در ۱۲ دسامبر ۱۹۴۹ در اپلتون، ویسکانسین به دنیا آمد. پس از فارغ‌التحصیلی از دبیرستان اپلتون شرق به دانشگاه ویسکانسین-مدیسون رفت و در آنجا مدرکی را در رشته زیست‌شناسی مولکولی دریافت کرد. کاگن سپس وارد دانشکده پزشکی شد و بعداً در دانشگاه نورث وسترن در شیکاگو، ایلینوی و کالج پزشکی ویسکانسین در میلواکی آموزش دید.